# San Juan Capistrano (Californie)
Pour les articles homonymes, voir San Juan Capistrano.
San Juan Capistrano est une municipalité située dans le comté d'Orange, en Californie, à environ 37 km au sud-est de Santa Ana. Selon le recensement de 2010, sa population était de 34 593 habitants, sa superficie de 37,1 km2.
San Juan Capistrano est le site de la mission catholique San Juan Capistrano.

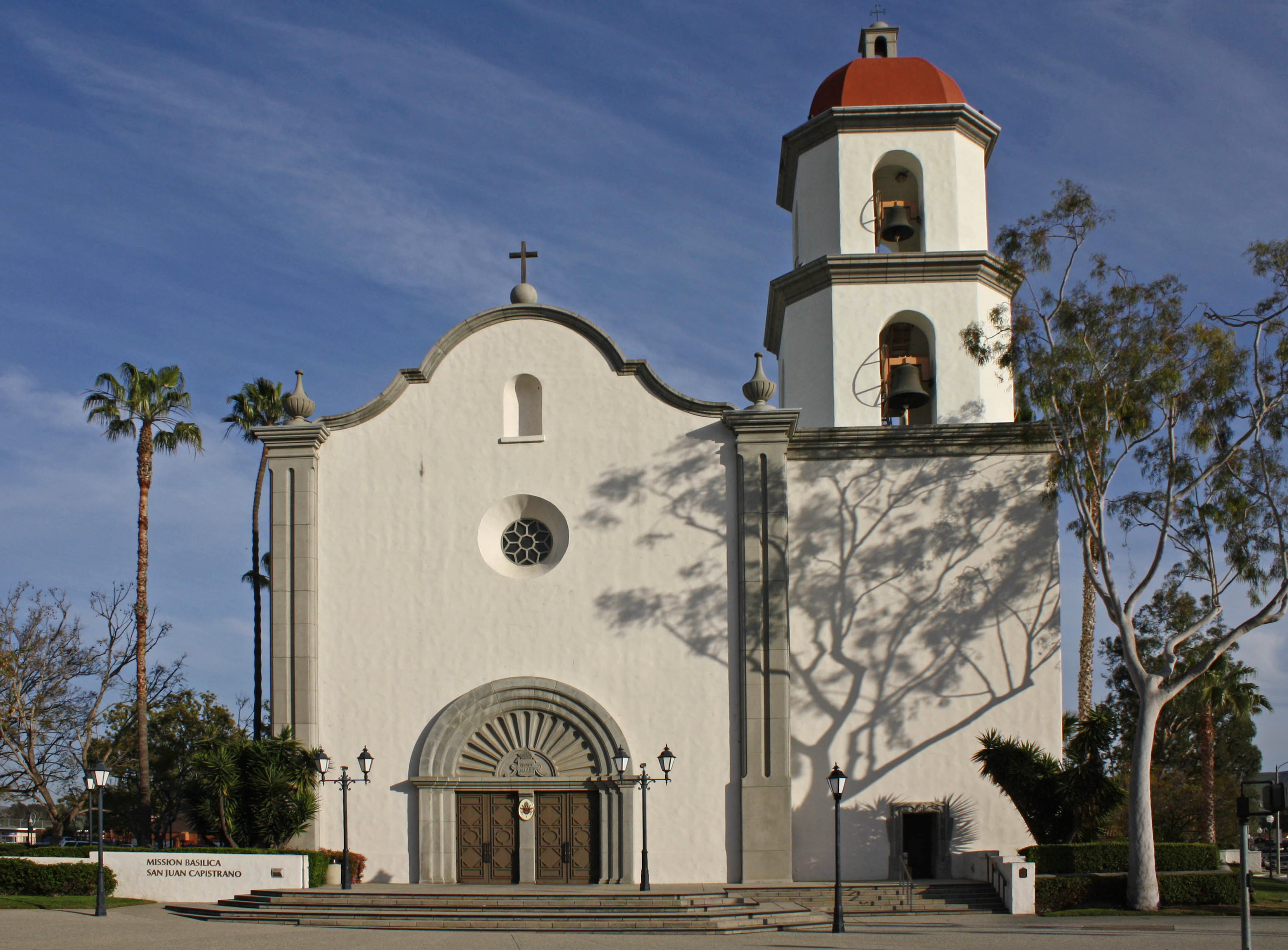
Basilique de la Mission de San Juan Capistrano.

## Démographie
| 1880 | 1960  | 1970  | 1980   | 1990   | 2000   |
| ---- | ----- | ----- | ------ | ------ | ------ |
| 376  | 1 120 | 3 781 | 18 959 | 26 183 | 33 826 |

| 2010   | - | - | - | - | - |
| ------ | - | - | - | - | - |
| 34 593 | - | - | - | - | - |

## Jumelages
Capestrano (Italie)
 Ensenada (Mexique)